# Drosophila nasuta
Drosophila nasuta este o specie de muște din genul Drosophila, familia Drosophilidae, descrisă de Lamb în anul 1914. Conform Catalogue of Life specia Drosophila nasuta nu are subspecii cunoscute.